# Unhealthy
"Unhealthy" is een nummer van de Britse zangeres Anne-Marie met de Canadese zangeres Shania Twain. Het lied werd op 18 mei 2023 uitgebracht door Major Tom's en Asylum Records als de vierde single van Anne-Marie's derde studioalbum Unhealthy (2023). Het nummer is geschreven door Anne-Marie samen met Connor McDonough, Riley McDonough en Castle, terwijl de productie werd verzorgd door Connor en Riley McDonough. Het nummer piekte op nummer 18 in de UK Singles Chart en werd respectievelijk Anne-Marie's dertiende en Twain's twaalfde top 20 single. In Vlaanderen kon het nummer zelfs pieken op de vierde plaats.
Anne- Marie zocht Shania Twain zelf op via social media, en vroeg haar of ze een samenwerking zag zitten. In maart 2023 zaten de zangeressen samen in een studio in Londen. 